# Guijo de Galisteo
Guijo de Galisteo es un municipio español, en la provincia de Cáceres, comunidad autónoma de Extremadura. Está situado en la mancomunidad del Alagón, discurriendo por su término municipal el curso del Arroyo Grande. Tiene un área de 62,28 km² con una población de 1487 habitantes y una densidad de 23,88 hab/km².
Es un municipio geográficamente complejo, ya que comprende tanto zonas de secano como zonas de regadío. Debido a ello, en el término municipal existen tres pueblos: Guijo de Galisteo, Valrío y El Batán. El primero fue fundado en el siglo XIII en la zona de secano, mientras que los otros dos fueron creados por el Instituto Nacional de Colonización en el siglo XX en la zona de regadío. La capital es Guijo de Galisteo, pero la localidad más poblada es El Batán.

## Elementos identitarios

### Toponimia
La expresión "de Galisteo" hace referencia a que el término perteneció al señorío de Galisteo, con capital en la villa de Galisteo, hasta el siglo XIX. Se utiliza para distinguir a este municipio del vecino municipio de Guijo de Coria. Por este último motivo, es frecuente que se designe coloquialmente a la capital municipal como "El Guijito", denominándose al pueblo de Guijo de Coria como "El Guijo".

### Gentilicio
Su gentilicio es el de guijiteño, si bien en la localidad vecina de Montehermoso también se le denomina jaruto al natural de esta población.

## Geografía física

### Localización
El término municipal de Guijo de Galisteo limita con:
- Pozuelo de Zarzón al norte;
- Guijo de Coria y Morcillo al oeste;
- Montehermoso al este;
- Riolobos al sur.

### Hidrografía
Su término, de forma longitudinal, está bañado en un extremo por el río Alagón y por el arroyo Grande, procedente de las estribaciones de la sierra de Dios Padre.

## Naturaleza

### Flora
El municipio tiene una economía agrícola y ganadera, de manera que abundan los cultivos herbáceos y olivar. En sus tierras de regadío, que llegan a formar latifundios al sur del término cerca de los poblados de colonización del Batán y Valrío, se genera gran parte de la riqueza económica del municipio. El resto del término se reparte entre prados y pastizales que albergan una importante cabaña ganadera.

### Geología
El término municipal está formado por tierras pardas meridionales en las cuales abunda la pizarra. 

## Historia

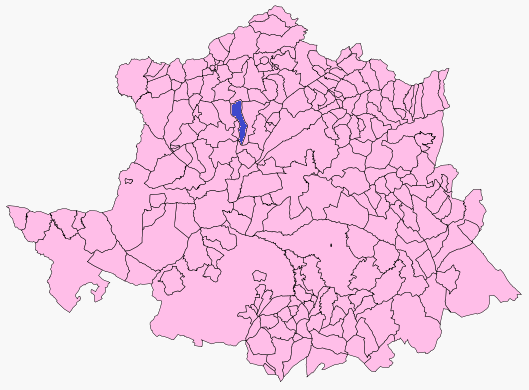
Término municipal de Guijo de Galisteo en la provincia de Cáceres.

Al igual que en otras poblaciones cercanas, se supone que estuvo poblada desde edades prehistóricas, aunque no existiesen las actuales localidades por entonces. Una prueba de ello es la conocida piedra escrita situada en la dehesa boyal de la localidad, donde aparecen tallados símbolos con una morfología geométrica, similares a los que había en las estelas funerarias de muchos guerreros durante la Edad del Bronce. Seguramente muchas culturas, a lo largo de la historia, han pasado por esta localidad, siendo unas más destacables que otras. De la época árabe se conservan muchos pozos.
La actual localidad de Guijo de Galisteo se fundó en el siglo XIII como aldea del Señorío de Galisteo, llamándose en su fundación Villa Silicosa, y perteneció a este señorío hasta su disolución en 1837. El primer testimonio escrito que hay de esta localidad es el censo de 1531-1532, según el cual esta población ya tenía su nombre actual y su población era de 112 habitantes.
A la caída del Antiguo Régimen la localidad se constituye en municipio constitucional en la región de Extremadura, partido judicial de Coria que en el censo de 1842 contaba con 260 hogares y 1424 vecinos.
En los años 1950 se fundaron Valrío y El Batán.
En 1975, Guijo de Galisteo fue uno de los cuatro municipios fundadores de la Mancomunidad de San Marcos, que en 2006 se unió a la Mancomunidad Valle del Alagón para formar la Mancomunidad Integral Valle del Alagón, de la cual el pueblo forma parte en la actualidad.

## Demografía
Guijo de Galisteo cuenta con una población de 1487 habitantes (INE 2024).
| Gráfica de evolución demográfica de Guijo de Galisteo entre 1842 y 2021                                             |
| |
| Población de derecho según los censos de población del INE Población de hecho según los censos de población del INE |

La población se distribuye así entre los núcleos de población del municipio:
| Localidad         | 2005 | 2008 | 2011 | 2014 |
| ----------------- | ---- | ---- | ---- | ---- |
| Guijo de Galisteo | 459  | 447  | 418  | 388  |
| El Batán          | 723  | 790  | 840  | 842  |
| Valrío            | 329  | 377  | 386  | 371  |
| Total             | 1511 | 1614 | 1644 | 1601 |

## Transportes
En el municipio existen las siguientes carreteras:
| Carretera                                                                     | Localización |
| ----------------------------------------------------------------------------- | --- |
| EX-A1 EX-108                                                                  | Es la única autovía del municipio. Une Moraleja con Navalmoral de la Mata pasando por El Batán.                                                                                       |
| CC-114 Carretera de Montehermoso (Guijo de Galisteo)                          | Une el este de la localidad de Guijo de Galisteo con la EX-370, desde donde se puede acceder a Pozuelo de Zarzón o a Montehermoso.                                                    |
| CC-10.1 Calle del General Franco (Guijo de Galisteo)                          | Une el oeste de la localidad de Guijo de Galisteo con Guijo de Coria. |
| CC-13.7 Carretera de Coria (Montehermoso) Avenida del Generalísimo (Morcillo) | Une Montehermoso y Morcillo. |
| CC-10.2 Calle Francisco Pizarro (Guijo de Galisteo)                           | Une Guijo de Galisteo con la carretera de Montehermoso a Morcillo pasando por la ermita de los Antolines.                                                                             |
| Carretera de Valrío                                                           | Une la carretera de Montehermoso a Morcillo con Valrío. También une Valrío con la carretera de la ermita de Valdefuentes a Alagón del Río. Es la única carretera que pasa por Valrío. |
| Carretera del Batán (Morcillo)                                                | Une la avenida del Generalísimo de Morcillo, al pasar ese pueblo yendo hacia Coria, con la EX-108 cerca de El Batán.                                                                  |

## Servicios públicos

### Educación
El colegio público de la localidad de Guijo de Galisteo forma parte del CRA El Jaral, junto con Pozuelo de Zarzón, Villa del Campo y Guijo de Coria.

### Sanidad
La capital municipal pertenece a la zona de salud de Montehermoso dentro del área de salud de Plasencia y cuenta con un consultorio local en la plaza de España.

## Patrimonio
En la localidad de Guijo de Galisteo se encuentran los siguientes monumentos:
- Iglesia Parroquial de San Pedro Apóstol
- Ermita del Cristo de las Batallas

Además de los monumentos de los demás pueblos que forman el municipio, en el término municipal de Guijo de Galisteo también hay otros lugares de interés:
- Dehesa boyal de Guijo de Galisteo, al norte del término, tiene 619 hectáreas y está dividida en dos partes por la carretera de Montehermoso.
- Ermita de Nuestra Señora de los Antolines, a 6 km del pueblo.
- La Quesera del Moro, roca de pizarra tallada, situada al suroeste del municipio, de la que se dice que era usada por los moros para hacer queso.

## Patrimonio cultural inmaterial

### Festividades
- Las Candelas (febrero).
- Romería de Nuestra Señora de los Antolines (segundo domingo después de Pascua).
- San Antonio (13 de junio).
- Los Cristos (14 de septiembre).
- 3 de diciembre.

### Tradiciones
Se caracterizan los habitantes de esta localidad por sus peculiaridades lingüísticas.

### Gastronomía
En Guijo de Galisteo se cocinan platos tradicionales como:
- Sopas de monte
- Bacalao en escabeche
- La cazuela